# Get the Party Started
«Get the Party Started» (с англ. — «Начинайте вечеринку») — песня певицы Pink, первый сингл из её второго альбома Missundaztood (2001). Он стал международным хитом и достиг топ-10 во многих странах.

## Написание
Песня была написана бывшим фронтменом группы 4 Non Blondes Линдой Перри. Она сказала, что процесс создания песни был так непохож на неё; согласно ей, она проходила через «жуткую фазу», во время которой училась программировать барабаны . Она запрограммировала свой первый ритм, выбрав бас-гитару, и, по её словам, делала то, что от неё требует ритм. Она решила использовать «каждый неправильный инструмент» в песне, и, следовательно, взяла в пример духовые. «Я делала музыку, мелодия уже становилась такой, какой я хотела, чтобы она была», — говорит она. Она закончила песню, включая в неё «любую цепкую фразу, которую можно только себе представить», а потом засмеялась от понимания, что она написала потенциальный хит и её первую данс-песню. «Ты создал что-то в своей спальне или доме, это просто забавно, что ты делаешь, — говорит она. — Потом неожиданно слышишь песню, которую создала дома, и она звучит по радио. И люди узнают её. Это просто кайф».

## Отзывы
Она достигла 4 строки в американском Billboard Hot 100 29 декабря 2001, став самым большим сольным хитом Pink в США вместе с «Most Girls», также достигшей 4 строки в Billboard Hot 100 в 2000 году и «So What», достигшей номер один в 2008 году. Она достигла пика на второй строке в Великобритании, где еле-еле сдвинулась с пьедестала, потеснившись с посмертным релизом Джорджа Харрисона «My Sweet Lord». Она достигла 1 строки в Австралии и 2 строки во многих других европейских странах, особенно заметно в Австрии, Германии, Италии и Швейцарии, где с верхней позиции её подвинул знаменитый хит Шакиры «Whenever, Wherever».
«Get the Party Started» получил статус золотого в Австралии, Австрии, Германии, Швеции Швейцарии, а в Норвегии он получил платиновую сертификацию.
Песня выдвигалась на премию Грэмми на 45-й церемонии награды в номинации «Лучшее женское вокальное поп-исполнение», однако она проиграла Норе Джонс с песней «Don't Know Why». Она выиграла награду в категория «Любимая песня» в Kids' Choice Awards в 2002 году, и на MTV Europe Music Awards в 2002 выиграла в категории «Лучшая песня». «Get the Party Started» чаще всего рассматривается как свойственная песня Pink, так как она повторяет эту песню на бис вместе с такими балладами, как Nobody Knows и Glitter In The Air. В декабре песня попала в список Rolling Stone в Top Songs в 2000 году на 81 строке.

## Клип
Режиссёром клипа стал Дэйв Мейерс в Лос-Анджелесе в конце сентября 2001. В клипе Pink is принимает душ и готовится к выходу, примеряя разные наряды. Одна из её подружек заезжает за ней, и они едут в машине, двигая головами в такт музыке. Однако глохнет машина из-за недостатка бензина. Они выходят из машины и забирают скейтборды у двух мальчишек, после чего Pink падает со скейтборда из-за того, что парни в машине свистят ей. Девушки прибывают в клуб, но их туда не пускают охранники, поэтому они садятся в строительную люльку и поднимаются на верх здания. В клубе бармена играет Линда Перри. Pink переодевается и начинает танцевать, а в конце она танцует с двумя танцовщицами. Она снимает серьги и ожерелье, и отдает парню. Один из танцоров в клипе — Кевин Федерлайн, который впоследствии женится (и разведется) с Бритни Спирс. Также можно увидеть Джорвона Ламберта; который был танцором у R&B артистов.
Клип был номинирован на 2002 MTV Video Music Awards в категории «Лучшее Поп Видео» и выиграл награды в «Лучшее Женское Видео» и «Лучшее Танцевальное Видео».

## Ремиксы
Pink работала в команде с Redman и Rockwilder в ремиксе «Get the Party Started», используя элементы песни Eurythmics «Sweet Dreams (Are Made of This)». Ремикс был выпущен синглом во Франции, где он достиг 4 строки и получил статус золотого. Pink исполнила ремикс во время I'm Not Dead Tour в 2006 и 2007. Ремикс также участвовал в 9 выпуске американской версии Now That's What I Call Music!.

## Список композиций и форматы
- Европейский CD Сингл

1. «Get the Party Started» (Radio Mix) — 3:12
2. «Get the Party Started» (K5 Werk Kraft Mix) — 7:02
3. «Get the Party Started» (Pink Noise Disco Mix) — 3:44
4. «Get the Party Started» (Video Enhancment) — 3:21

- Европейская Кассета

1. «Get the Party Started» — 3:12
2. «Sweet Dreams [Невыпущенная песня]» — 4:05
3. «Get the Party Started [Orchestra Instrumental]» — 3:12

Австралийский CD сингл
1. «Get the Party Started» (Radio Mix) — 3:14
2. «Sweet Dreams» при участии Redman — 4:05
3. «Get the Party Started» (Pink Noise Disco Mix — Radio Edit) — 3:46
4. «Get the Party Started» (Instrumental) — 3:12

## Чарты
| Чарт (2001)                                | Наивысшая позиция |
| ------------------------------------------ | ----------------- |
| Australian ARIA Singles Top 50             | 1                 |
| Australian Airplay Chart                   | 1                 |
| Germany Top 100                            | 2                 |
| Американский Billboard Hot 100             | 4                 |
| Американский Billboard Hot Dance Club Play | 1                 |
| Чарт (2002)                                | Наивысшая позиция |
| Austrian Singles Top 75                    | 1                 |
| Canadian Singles Chart                     | 11                |
| Danish Singles Chart                       | 1                 |
| Dutch Top 40                               | 1                 |
| Finland Top 20 Singles                     | 1                 |
| French Singles Top 100                     | 17                |
| Italy Single Chart                         | 1                 |
| New Zealand Singles                        | 1                 |
| Norwegian Top 20 Singles                   | 2                 |
| Romanian Singles Chart                     | 1                 |
| Swedish Top 60 Singles                     | 3                 |
| Swiss Singles Top 100                      | 1                 |
| UK Singles Chart                           | 2                 |

| Чарт (2005)                                  | Наивысшая позиция |
| -------------------------------------------- | ----------------- |
| French Singles Top 100 1                     | 4                 |
| Чарт (2008)                                  | Наивысшая позиция |
| UK Singles Chart ²                           | 47                |
| Американский Billboard Hot Dance Club Play ² | 3                 |

### Сертификации
Источники
| Страна        | Сертификация | Продажи   |
| ------------- | ------------ | --------- |
| Австралия     | Платина      | 70,000+   |
| Австрия       | 5x Платина   | 115,000+  |
| Бельгия       | Платина      | 45,000+   |
| Франция       | Золото       | 150,000+  |
| Германия      | Золото       | 150,000+  |
| Норвегия      | Платина      | 10,000+   |
| Швеция        | Золото       | 10,000+   |
| Швейцария     | 5x Платина   | 200,000   |
| По всему миру | 2x Платина   | 5,200,000 |

## Кавер-версии
- Кавер-версия Stretch Arm Strong была записана на сборнике Punk Goes Pop.
- Ирландский артист Дэмьен Райс записал кавер-версию с Лайзой Хэннигэн для сборника Even Better than the Real Thing Vol. 1.
- Немецкий певец Саша Шмитц под псевдонимом Dick Brave исполнил эту песню в рок-н-ролльной аранжировке, в составе рокабилльной кавер-группы Dick Brave & The Backbeats в альбоме 2003 года Dick This.
- Дама Ширли Бэсси записала кавер-версию для шпионской рождественской телевизионной рекламной кампании 2006 года фирмы Marks & Spencer.[11] Её версия стала культовым хитом,[12] и была включена в альбом 2007 года с таким же названием Get the Party Started. The Guardian написал: «Бэсси — единственная из живых певиц, которые смогла бы перескочить восторженную R&B оригинальную версию песни „Get the Party Started“ и превратила её в великую, высокомерную песню, достойную темы Бонда; это потрясающая кавер-версия, даже, возможно, она не заслуживает усилий, приложенных для альбома».[12] 13 января 2008 версия Бэсси была использована в заставке на канале ITV1 в шоу «Dancing on Ice». Она также была использована в рекламе Cycle 4 для Australia's Next Top Model, и участвовала в чарте Billboard Year-End Charts на 43 строке в Hot Dance Club Plays Tracks of the year[13]. В 2010 году она была использована в качестве саундтрека для фильма Кошки против собак: Месть Китти Галор.
- Последняя кавер-версия была продюсирована Dan Winter, немецким hard dance продюсером.
- Китайская поп-певица Джолин Цай записала кавер-версию для англоязычного альбома Love Exercise.
- Дэвид Кэссиди исполнил песню в роли вымышленного исполнителя в Вегасе Буна Винсента в эпизоде «Вегас» сериала Малкольм в центре внимания.[14]
- Zebrahead перепел песню на их альбоме кавер-версий Panty Raid.
- у DJ Schmolli на альбоме 2008 года «Essential» присутствует микс с названием «Party Started, Word!», в котором оригинальное исполнение Pink песни «Get the Party Started» (а именно голос) наложено на музыку песни «Say Just Words» с альбома 1997 года «One Second» группы Paradise Lost.

## Появления в СМИ
- В начале 2002, Pink работала с Bally Total Fitness, чтобы прорекламировать членство Bally Total Fitness. Название рекламной кампании было "Get This Body Started, и в начале 2002 было несколько реклам Bally Total Fitness в США, которые использовали песню Pink.
- Трек широко использовался NBA во время 2002—2003 сезона. В финалах, ABC использовал песню в о вступлении в 2003 году.
- Использовалась на The Ellen DeGeneres Show, когда Пэрис Хилтон появилась впервые на шоу.
- Использовалось в танцевальной игре Pump it Up: the PREX 3.